# Back to Basics World Tour
Die Back to Basics Tour war die vierte Tournee der amerikanischen Sängerin Christina Aguilera. Die Tour diente als Promotion zu ihren Album Back to Basics. Mit der Tour nahm Aguilera über 90 Millionen US-Dollar ein. Die Tour enthielt Konzerte in Nordamerika, Europa, Asien und Australien.

## Titelliste
1. Intro: Back to Basics (Video Introduction)
2. Ain’t No Other Man
3. Back in the Day
4. Understand
5. Come On Over Baby (All I Want Is You)
6. Slow Down Baby
7. Still Dirrty (contains excerpts from Can’t Hold Us Down)
8. I Got Trouble (Video Interlude)
9. Makes Me Wanna Pray
10. What a Girl Wants
11. Oh Mother
12. Enter the Circus (Video/Dance Interlude)
13. Welcome
14. Dirrty (contains elements of Cell Block Tango and Entrance of the Gladiators)
15. Candyman
16. Nasty Naughty Boy
17. Hurt
18. Lady Marmalade

Zugabe:
1. Thank You (Dedication to Fans …) (Video Interlude)
2. Beautiful
3. Fighter

## Tourdaten
| Datum             | Stadt               | Land                | Stadion                           |
| ----------------- | ------------------- | ------------------- | --------------------------------- |
| Europa            |                     |                     |                                   |
| 17. November 2006 | Sheffield           | England             | Hallam FM Arena                   |
| 20. November 2006 | Belfast             | Nordirland          | Odyssey Arena                     |
| 21. November 2006 | Dublin              | Irland              | Point Theatre                     |
| 23. November 2006 | Manchester          | England             | Manchester Evening News Arena     |
| 24. November 2006 | Newcastle upon Tyne | England             | Metro Radio Arena                 |
| 26. November 2006 | Birmingham          | England             | National Indoor Arena             |
| 29. November 2006 | London              | England             | Wembley Arena                     |
| 30. November 2006 | London              | England             | Wembley Arena                     |
| 2. Dezember 2006  | Rotterdam           | Niederlande         | Ahoy Rotterdam                    |
| 3. Dezember 2006  | Antwerpen           | Belgien             | Sportpaleis                       |
| 5. Dezember 2006  | Frankfurt am Main   | Deutschland         | Festhalle                         |
| 6. Dezember 2006  | Paris               | Frankreich          | Palais Omnisports de Paris-Bercy  |
| 8. Dezember 2006  | Oberhausen          | Deutschland         | König-Pilsener-Arena              |
| 11. Dezember 2006 | Hamburg             | Deutschland         | Color Line Arena                  |
| 13. Dezember 2006 | Stuttgart           | Deutschland         | Hanns-Martin-Schleyer-Halle       |
| 14. Dezember 2006 | Zürich              | Schweiz             | Hallenstadion                     |
| 16. Dezember 2006 | Wien                | Österreich          | Wiener Stadthalle                 |
| 17. Dezember 2006 | Prag                | Tschechien          | Sazka Arena                       |
| Nordamerika       |                     |                     |                                   |
| 20. Februar 2007  | Houston             | Vereinigte Staaten  | Toyota Center                     |
| 21. Februar 2007  | Dallas              | Vereinigte Staaten  | American Airlines Center          |
| 23. Februar 2007  | Omaha               | Vereinigte Staaten  | Qwest Center Omaha                |
| 24. Februar 2007  | Kansas City         | Vereinigte Staaten  | Kemper Arena                      |
| 26. Februar 2007  | Denver              | Vereinigte Staaten  | Pepsi Center                      |
| 28. Februar 2007  | Phoenix             | Vereinigte Staaten  | Jobing.com Arena                  |
| 2. März 2007      | San Diego           | Vereinigte Staaten  | iPayOne Center                    |
| 3. März 2007      | Las Vegas           | Vereinigte Staaten  | Mandalay Bay Events Center        |
| 5. März 2007      | Anaheim             | Vereinigte Staaten  | Honda Center                      |
| 6. März 2007      | Los Angeles         | Vereinigte Staaten  | Staples Center                    |
| 9. März 2007      | Oakland             | Vereinigte Staaten  | Oracle Arena                      |
| 10. März 2007     | San José            | Vereinigte Staaten  | HP Pavilion                       |
| 12. März 2007     | Vancouver           | Kanada              | GM Place                          |
| 14. März 2007     | Edmonton            | Kanada              | Rexall Place                      |
| 15. März 2007     | Calgary             | Kanada              | Pengrowth Saddledome              |
| 17. März 2007     | Winnipeg            | Kanada              | MTS Centre                        |
| 19. März 2007     | Saint Paul          | Vereinigte Staaten  | Xcel Energy Center                |
| 23. März 2007     | New York            | Vereinigte Staaten  | Madison Square Garden             |
| 25. März 2007     | Toronto             | Kanada              | Air Canada Centre                 |
| 26. März 2007     | Ottawa              | Kanada              | Scotiabank Place                  |
| 28. März 2007     | Montreal            | Kanada              | Bell Centre                       |
| 30. März 2007     | Boston              | Vereinigte Staaten  | TD Banknorth Garden               |
| 31. März 2007     | Atlantic City       | Vereinigte Staaten  | Boardwalk Hall                    |
| 2. April 2007     | Washington, D.C.    | Vereinigte Staaten  | Verizon Center                    |
| 3. April 2007     | Philadelphia        | Vereinigte Staaten  | Wachovia Center                   |
| 5. April 2007     | East Rutherford     | Vereinigte Staaten  | Continental Airlines Arena        |
| 7. April 2007     | Hempstead           | Vereinigte Staaten  | Nassau Veterans Memorial Coliseum |
| 9. April 2007     | Auburn Hills        | Vereinigte Staaten  | Palace of Auburn Hills            |
| 11. April 2007    | Columbus            | Vereinigte Staaten  | Nationwide Arena                  |
| 13. April 2007    | Cleveland           | Vereinigte Staaten  | Wolstein Center                   |
| 14. April 2007    | Pittsburgh          | Vereinigte Staaten  | Mellon Arena                      |
| 20. April 2007    | Milwaukee           | Vereinigte Staaten  | Bradley Center                    |
| 21. April 2007    | Rosemont            | Vereinigte Staaten  | Allstate Arena                    |
| 23. April 2007    | Toronto             | Kanada              | Air Canada Centre                 |
| 25. April 2007    | Providence          | Vereinigte Staaten  | Dunkin’ Donuts Center             |
| 27. April 2007    | Hartford            | Vereinigte Staaten  | Hartford Civic Center             |
| 28. April 2007    | Baltimore           | Vereinigte Staaten  | 1st Mariner Arena                 |
| 1. Mai 2007       | Raleigh             | Vereinigte Staaten  | RBC Center                        |
| 2. Mai 2007       | Atlanta             | Vereinigte Staaten  | Arena at Gwinnett Center          |
| 4. Mai 2007       | Tampa               | Vereinigte Staaten  | St. Pete Times Forum              |
| 5. Mai 2007       | Fort Lauderdale     | Vereinigte Staaten  | BankAtlantic Center               |
| Asien             |                     |                     |                                   |
| 18. Juni 2007     | Osaka               | Japan               | Ōsaka-jō Hall                     |
| 20. Juni 2007     | Tokio               | Japan               | Nippon Budokan                    |
| 21. Juni 2007     | Tokio               | Japan               | Nippon Budokan                    |
| 23. Juni 2007     | Seoul               | Südkorea            | Olympic Gymnastics Arena          |
| 24. Juni 2007     | Seoul               | Südkorea            | Olympic Gymnastics Arena          |
| 26. Juni 2007     | Shanghai            | Volksrepublik China | Shanghai Indoor Stadium           |
| 28. Juni 2007     | Bangkok             | Thailand            | Impact Arena                      |
| 30. Juni 2007     | Kallang             | Singapur            | Singapore Indoor Stadium          |
| 3. Juli 2007      | Hongkong            | Volksrepublik China | AsiaWorld-Expo                    |
| 6. Juli 2007      | Manila              | Philippinen         | Fort Bonifacio                    |
| Australien        |                     |                     |                                   |
| 13. Juli 2007     | Perth               | Australien          | Burswood Dome                     |
| 14. Juli 2007     | Perth               | Australien          | Burswood Dome                     |
| 17. Juli 2007     | Adelaide            | Australien          | Adelaide Entertainment Centre     |
| 18. Juli 2007     | Adelaide            | Australien          | Adelaide Entertainment Centre     |
| 20. Juli 2007     | Brisbane            | Australien          | Brisbane Entertainment Centre     |
| 21. Juli 2007     | Brisbane            | Australien          | Brisbane Entertainment Centre     |
| 24. Juli 2007     | Sydney              | Australien          | Acer Arena                        |
| 25. Juli 2007     | Sydney              | Australien          | Acer Arena                        |
| 27. Juli 2007     | Melbourne           | Australien          | Rod Laver Arena                   |

Ausfälle 
- 29. Juli und 30. Juli 2007 Melbourne, Australien Rod Laver Arena
- 2. August und 3. August 2007 Auckland, Neuseeland Vector Arena[6]

### Einnahmen
| Veranstaltungsort | Stadt  | Eintrittskarten verkauft/verfügbar | Bruttoeinnahmen |
| ----------------- | ------ | ---------------------------------- | --------------- |
| Acer Arena        | Sydney | 25,450 / 25,450 (100 %)            | $2,466,666      |

### Auszeichnungen
| Preisverleihung          | Auszeichnung        | Ergebnisse |
| ------------------------ | ------------------- | ---------- |
| Billboard Touring Awards | Breakthrough Artist | nominiert  |
| Billboard Touring Awards | Top Package         | nominiert  |
| MTV Asia Awards          | Best Tour           | nominiert  |

## DVD
Ihre Konzerte in Australien wurden auf eine DVD aufgenommen, welche Aguilera unter dem Titel Back to Basics: Live and Down Under veröffentlichte.

## Vorgruppen
- Nizlopi (Europa) (ausgewählte Veranstaltungsorte)
- Akala (Europa) (ausgewählte Veranstaltungsorte)
- Jan Delay (Europa) (ausgewählte Veranstaltungsorte), beispielsweise Stadthalle Wien[11]
- Kaye Styles (Niederlande und Belgien)
- Bob Sinclar (Europa) (ausgewählte Veranstaltungsorte)
- Pussycat Dolls (Nordamerika)
- Danity Kane (Vereinigte Staaten)
- Ivy (Asia) (ausgewählte Veranstaltungsorte)
- Lee Min Woo (Asien) (ausgewählte Veranstaltungsorte)
- Mikey Bustos (Asien) (ausgewählte Veranstaltungsorte)
- Kris Lawrence (Philippinen) (ausgewählte Veranstaltungsorte)
- Philippine All Star Dancers (Philippinen) (ausgewählte Veranstaltungsorte)
- Lowrider (Australien)
- Potap (Europa) (ausgewählte Veranstaltungsorte)[12]
- Nastya Kamenskikh (Europa) (ausgewählte Veranstaltungsorte)[12]

## Kritiken
Die Kronenzeitung lobte beim Konzert in Wien die Vorzüge einer „perfekt inszenierten Show“, die „neben musikalischen Reizen“ auch „Erotik“ bot. Die Band wurde als „mörderisch gut“ bewertet.
Die Kleine Zeitung pries den „hohe[n] Schauwert“, bemängelte aber den „geringe[n] Tanzfaktor“, obwohl es eine „gut konzipierte Show mit einem großen Schuss Erotik“ sei.

## Leitung
- Tourdirektor: Jamie King
- Musikalischer Direktor: Rob Lewis
- Choreograph: Jeri Slaughter
- Kostümdesign: Roberto Cavalli
- Tourpromoter: AEG Live
- Toursponsoren: Verizon Wireless, Orange, Sony Ericsson

### Band
- Gitarren: Tariqh Akoni and Errol Cooney
- Bass: Ethan Farmer
- Schlagzeug: Brian Frasier-Moore
- Saxophon: Randy Ellis and Miguel Gandelman
- Tänzer: Paul Kirkland, Kiki Ely, Tiana Brown, Dres Reid, Gilbert Saldivar, Monique Slaughter, Nikki Tuazon, Marcel Wilson and Jeri Slaughter
- Trompete: Ray Monteiro
- Trombone: Garrett Smith
- Perkussion: Ray Yslas
- Background Vocals: Sha'n Favors, Sasha Allen (North American & Pacific Leg), Erika Jerry and Belle Johnson (European Leg)

### Crew
- Stylist: Simone Harouche
- Haar & Make-Up Designer: Steve Sollitto
- Konzertvideodesign:Dago Gonzalez für Veneno, Inc.